# Dyscia crassipunctaria
Dyscia crassipunctaria là một loài bướm đêm trong họ Geometridae.